# Корінна Тамара Анатоліївна
Тамара Анатоліївна Корінна (до шлюбу Зарезако) (нар. 23 жовтня 1957, село Новий Ропськ, Брянська область, Росія) — українська акторка театру драми та комедії, Заслужена артистка України.

## Життєпис

### Родина
Коли Тамарі було 2 місяці, родина переїхала до України в село Димитрово, Устинівського району, Кіровоградської області. Батько — капітан міліції, мати — страхова агентка, на заводі працювала рахівницею.
1964 — пішла до школи у селищі Молодіжне, Долинського району, Кіровоградської області.
1974 — закінчила десятирічку.
| Моя мама наполягала щоби я стала артисткою. На той час у нас була розвинута художня самодіяльність. Я співала в хорі, у ансамблі, грала на танцях на іоніці, закінчила музичну школу по класу фортепіано. Після школи з мамою вирішуємо куди ж піти навчатися. Спочатку у довіднику знайшли Одеське театральне училище, але там лише технічні спеціальності: освітлювач, перукар, гример. Дійшли до Дніпропетровського училища, тим більше автобус прямий Долинське – Дніпропетровськ. Отже мама не помилилася із вибором моєї професії. Нас було 7 або 10 дівчат. Майже кожен семестр ми були як на пороховій діжці. Якщо протягом семестру себе ніяк не проявиш, то переводили на лялькове відділення чи на режисерський факультет, або відраховували |.
Майбутній чоловік Сергій навчався у цьому ж училищі, він поступив у 1972. З курсу його забрали до армії, повернувся саме на курс Тамари.
| Він був гоноровий. Прийшов у шинелі, маленький на зріст. На 3 курсі 21 травня 1977 ми одружилися |.

### Освіта
Закінчила Дніпропетровське державне театральне училище (майстер курсу - заслужений працівник культури України Неллі Михайлівна Пінська) і Київську Академію кіно та нових медіа (майстер курсу - заслужений діяч мистецтв України Герман Борисович Архипов).

### Театр
На 4-му курсі давався час, аби обрати собі місце роботи. Подружжя Корінні спочатку планували Івано-Франківськ, поїхали туди. Там їм пообіцяли взяти на роботу, написали до училища запит. Коли повернулися до Дніпропетровська за дипломами, до училища приїхав Ігор Равицький (колишній режисер театру Щепкіна).
| Ігор Миколайович Равицький обрав нас із Сергієм. Він розповів, що Суми – це маленька Швейцарія. Театр на березі річки. До цього загадкового міста захотів їхати весь курс. Приїхали ми сюди 1 березня 1978, вийшли на вокзалі і жахнулися. Все голе, грязюка. Театр ще старий був. Та нам все рівно сподобалося. Нас представили. Через прізвище подумали, що ми місцеві «корінні». Ще Неллі Михайлівна Пинська казала, що у провінції «будете грати все», так і вийшло, грали все, що давали. Вистава за виставою, відпочити ніколи. Ще Пинська попереджала, що хворіти – це профнепридатність. Ні діти, ні хвороби – ніщо не повинно заважати актору |.

### Родина
Має двох дітей, сина Максима 1978 р.н., який у 5 років виходив на сцену, грав у виставі «Тихий Дон», але кар'єру актора не продовжив, зараз мешкає у Ізраїлі, має 3 дітей. Донька Марія 1985 р.н. стала акторкою, працює у тому ж театрі, у шлюбі з актором Петром Челялі.

### Нагороди, звання
7 листопада 2014 року отримала звання Заслужена артистка України. Для Тамари цей день має сакральне значення, бо 7 листопада день народження її батьків, які народилися в один день. Батька вже немає, тому вона вважає, що це його своєрідний «подарунок» з небес.

### Цікавинки зі сцени від Корінної
| Відомо, що актор на сцені повинен приховувати емоції, але часто буває важко стримати сміх. Була вистава «Тартюф» і тут Євгенія Серебрякова впала, спіткнулася, звичайно акторку шкода, але всім смішно. Або в кінці актори вклоняються, капелюха знімають, а звідти висипається плюма, пір’я, попадало на сцену. Або таке: вийшов Красовський у «Тартюфі» сказав пару слів і забув текст. Смішно, аж сльози течуть, але треба включатися і говорити свій текст. Бува під час співу моль залітає до рота. У нас є такі актори, які можуть за кілька секунд перерахувати скільки глядачів сидить у залі. Акторів буває вибиває із пантелику коли в залі дзвенить телефон, або плаче дитина, чи хтось розмовляє |.

### Репертуар
| Вистава                               | Роль                         |
| ------------------------------------- | ---------------------------- |
| «Сім'я Кайдашів»                      | Кайдашиха                    |
| «Новорічні пригоди кицьки Глаші»      | кицька Глаша                 |
| «Остання сповідь»                     | Ольга Анатоліївна Бондаренко |
| «Дайте бабусі вічний спокій»          | Уляна, жінка Ониська         |
| «Весела вдова»                        | Ельга                        |
| «Чумаки»                              | Настя                        |
| «Немного нежности»                    | Діана                        |
| «Нічні дебати»                        | Гледіс                       |
| «У неділю рано зілля копала»          | Іваниха Дубиха               |
| «Майська ніч»                         | Єфросінія Парамонівна        |
| «Моя парижанка»                       | Крістін                      |
| «Ревізор»                             | Ганна Андріївна              |
| «По-модньому»                         | Дзвонарська                  |
| «Вовчиха»                             | Аничка                       |
| «Яремина любов»                       | Акуліка                      |
| «Дюймовочка»                          | Миша                         |
| «Весільний марш»                      | Надія                        |
| «Новорічний подарунок»                | Мама                         |
| «Дерева вмирають стоячи»              | Феліса                       |
| «Назар Стодоля»                       | Стеха                        |
| «Витівки Хануми»                      | Кабато                       |
| «За двома зайцями»                    | Хімка                        |
| «Театр»                               | Поппі                        |
| «Тартюф»                              | Дорина                       |
| «Оргія» — Леся Українка               |                              |
| «Розп'яті»                            | Калерія                      |
| «Вишневий сад»                        | Варя                         |
| «Хто сміється — тому не минеться»     | Палажка                      |
| «Ціаністий калій… з молоком, чи без?» | Хустина                      |
| «Ніч на полонині»                     | Марічна                      |
| «Малюк»                               | Крістін                      |
| «Дамских дел мастер»                  | Монахиня                     |
| «Віват, водевіль!»                    | Ліза                         |
| «Сніжна королева»                     | Маленька розбійниця          |
| «Сватав Гриць удовицю»                | Прися                        |
| «Маритана»                            | Королева                     |
| «Не только про любовь»                | Семенихина                   |
| «Мартин Боруля»                       | Марися                       |
| «Эдит Пиаф»                           | Симона                       |
| «Хулій Хуріна»                        | Сара                         |
| «Шельменко-Денщик»                    | Прися                        |
| «Турецкая шаль»                       | Катя                         |
| «Чарівні рукавички»                   | Рукавичка                    |
| «Русалонька»                          | Наяда                        |
| «Чмырь»                               | Вустя                        |
| «Солдатская вдова»                    | Зінка                        |
| «С любовью не шутят»                  | Іннеса                       |
| «Так погиб Гуска»                     | Устенька                     |
| «Мамина хата»                         | Марійка                      |
| «Две стрелы»                          | Черепашка                    |
| «Чипполино»                           | Чипполино                    |
| «Радуга»                              | Наталка                      |
| «Санітарний день»                     | Зіна                         |
| «Дети Ванюшина»                       | Катя                         |
| «Сказка об Ивашке»                    | Алёнушка                     |
| «Странный доктор»                     | Галина                       |
| «Потомки запорожья»                   | Тарас                        |
| «Украинский водевиль»                 | Наталка                      |
| «Тихий Дон»                           | Дуняша                       |
| «Недотрога»                           | Недотрога                    |
| «Соломенное солнце»                   | Юная фея                     |
| «Вожак»                               | Кэря                         |
| «Смешной день»                        | Катя                         |
| «Наследство Бахрама»                  | Маша                         |

Тамара Корінна найбільшим своїм досягненням у житті вважає материнство.